# Der Detektiv (1968)
Der Detektiv (Originaltitel: The Detective) ist ein US-amerikanischer Kriminalfilm von Regisseur Gordon Douglas aus dem Jahre 1968 mit Frank Sinatra in der Hauptrolle. Das Drehbuch von Abby Mann basiert auf dem Roman Hartnäckig von Roderick Thorp. Seine Premiere erfuhr der Film am 28. Mai 1968 in den USA. In die deutschen Kinos kam er am 5. September 1968.

## Handlung
Teddy Leikman, Sohn eines einflussreichen New Yorkers Kaufhausbesitzers wird nackt und mit abgeschnittenem Penis ermordet in seinem Apartment gefunden. Detective Sergeant Joe Leland und sein neuer Partner werden mit dem Fall beauftragt. Bei der Wohnungsdurchsuchung stellt sich heraus, dass Teddy homosexuell war, von der Nachbarin erfahren die Polizisten von einem kürzlichen Untermieter. Noch am Tatort legt sich Leland mit dem aufdringlichen Senator Davis an und setzt damit seine Beförderung aufs Spiel. Auf der anschließenden Pressekonferenz nennt Joe 48 Stunden als Ziel für die Präsentation erster Ergebnisse und setzt sich damit selber unter Druck. Mit übertriebener Härte suchen die Beamten im homosexuellen Milieu nach Leikmans Untermieter. Schnell wird der vorbestrafte Felix Tesla als tatverdächtiger Untermieter identifiziert und festgenommen. Im Verhör gelingt es Leland dem erschöpften Felix ein Geständnis zu entlocken. Der Fahndungserfolg und Teslas Hinrichtung auf dem elektrischen Stuhl ziehen Lelands Beförderung zum Lieutenant nach sich. Von seiner nymphomanisch veranlagten Ehefrau lebt Joe mittlerweile getrennt, trifft sie aber gelegentlich zur sexuellen Befriedigung.
Eines Tages wird Leland von der Witwe Norma MacIver aufgesucht, deren Mann Colin Selbstmord begangen haben soll. Aufgrund der schnellen Abfertigung des Falles, einem Tagebuch mit fehlenden Seiten und der Ablehnung zweier Privatdetektive den Fall zu verfolgen hat Norma Zweifel an dem Suizidvorwurf und bittet Leland um Hilfe. Bei den Nachforschungen im Kollegenkreis stößt Joe auf eine Wand des Schweigens und ein Netzwerk von Korruption innerhalb der Polizei. Durch Norma lernt Joe den Freund ihres verstorbenen Mannes, dem Psychiater Dr. Wendell Roberts kennen. Roberts stellt sich ebenfalls als behandelnder Arzt von Karen heraus. Als auch Roberts Leland bittet den Todesfall auf sich beruhen zu lassen, durchsucht dieser Colins Wohnung. Hier finden sich Geschäftsunterlagen über illegale Grundstücksgeschäfte der städtischen Planungskommission mit hochrangigen Namen aus Politik und Wirtschaft. Als Joe in der Tiefgarage nur knapp einem Mordanschlag entgeht, wird ihm die Brisanz dieser Unterlagen klar.
Bei einer heimlichen Durchsuchung von Roberts Büro wird Leland von dem Psychiater erwischt. Joe konfrontiert Roberts mit einem im Büro gefundenen und mit Colins Namen beschrifteten Kassette. Der Psychiater gesteht, von den illegalen Geschäften seines Freundes erst durch diese Tonaufnahme erfahren zu haben und spielt sie ab. Auf der Kassette erzählt Curran von seinen heimlichen homosexuellen Neigungen, für die er sich geschämt hat. Ebenso gesteht er den Mord an Teddy, nachdem dieser ihn nach einer gemeinsamen Nacht provoziert hat. Mit der Verurteilung und Hinrichtung des unschuldigen Tesla konnte Curran nicht leben und fasste den Entschluss zum Suizid. Zum Schutze Normas verheimlichte Roberts bisher die Existenz der Aufnahme. Der desillusionierte Leland klagt die Planungskommission an und quittiert den Dienst.

## Hintergrund
Roderick Thorps Roman Hartnäckig (The Detective) bildet die Vorgeschichte zu Stirb Langsam (Nothing Lasts Forever), in der zweiteiligen Reihe um die Hauptfigur Joe Leland. Sinatra lehnte die Rolle in der Fortsetzung jedoch ab, durch die Namensänderung von Joe Leland in John McClane in der Verfilmung wurde der Bezug zum Vorgänger entfernt.
Im Rahmen der Neuprüfung durch die Freiwillige Selbstkontrolle der Filmwirtschaft wurde die Altersfreigabe im Juli 2006 von ehemals ab 18 Jahren auf ab 12 Jahren geändert.

## Rezeption
Der Filmdienst lobte die „...gesellschafskritischen Ansätze..“ bemängelte jedoch das „..überfrachtete, zu konstruierte Drehbuch..“.
Kino.de bewertet den Film als routinierten Krimi … mit gesellschaftskritischen Ansätzen.
Cinema beschreibt den Film als „Nüchterner kleiner Reißer“.
Jens Adrian schreibt auf Treffpunkt Kritik das der Film „..aus heutiger Sicht eher zahm wirke und trotz seiner lobenswerten Aussagen hinter seinen Möglichkeiten bliebe“.

## Synchronisation
Die deutsche Synchronbearbeitung entstand 1968 nach dem Dialogbuch von M. Z. Thomas und unter der Dialogregie von Dietmar Behnke bei der Berliner Synchron GmbH.
| Darsteller        | Synchronsprecher      | Rolle            |
| ----------------- | --------------------- | ---------------- |
| Frank Sinatra     | Gerd Martienzen       | Joe Leland       |
| Horace McMahon    | Curt Ackermann        | Captain Farrell  |
| William Windom    | Paul Edwin Roth       | Colin MacIver    |
| Jack Klugman      | Paul Wagner           | Dave Schoenstein |
| Al Freeman junior | Claus Jurichs         | Det. Loughlin    |
| Lloyd Bochner     | Gert Günther Hoffmann | Dr. Roberts      |
| Tony Musante      | Wolfgang Draeger      | Felix            |
| Tom Atkins        | Christian Brückner    | Horace           |
| Lee Remick        | Marianne Lutz         | Karen Leland     |
| Ralph Meeker      | Martin Hirthe         | Lt. Curran       |
| Robert Duvall     | Joachim Cadenbach     | Nestor           |
| Jacqueline Bisset | Traudel Haas          | Norma MacIver    |
| James Inman       | Michael Chevalier     | Teddy Leikman    |